# Giorgio Cini (nave scuola)
La Giorgio Cini è una nave scuola, costruita a Venezia presso i cantieri navali "Lucchese" e varata l'11 febbraio 1970.

## Storia
Inizialmente impiegata per la formazione degli studenti della Fondazione Giorgio Cini, è stata venduta il 9 novembre 1982 al Corpo della Guardia di Finanza, dopo aver subito radicali lavori di ammodernamento sia nella configurazione degli alloggi per equipaggio e allievi, sia nella strumentazione di bordo. Entrata in servizio il 27 aprile 1983, è diventata l'ammiraglia della flotta navale della Guardia di Finanza. Viene esclusivamente utilizzata per finalità didattiche per la formazione e la specializzazione dei finanzieri destinati ai reparti marittimi.
Prende il nome dall'imprenditore italiano Giorgio Cini.